# Kyle Shewfelt
Kyle Shewfelt (n. 6 mai 1982, Calgary, Alberta, Canada) este un gimnast artistic ce a reprezentat Canada, medaliat olimpic. A participat la 3 ediții ale Jocurilor Olimpice (2000, 2004, 2008) în care a câștigat o medalie de aur.